# ママイ (キヤト部)

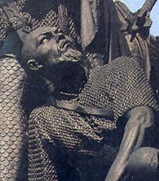
ノヴゴロドに建てられたママイの像

ママイ（Mamai、? - 1380年）は、ジョチ・ウルスの軍人・政治家。キヤト部の出身。現在のウクライナ南部・クリミア半島に渡る地域を支配していた。
史料ではウズベク・ハンの即位に功績があったキヤト族の貴族イサタイの甥、またベルディ・ベク・ハンの女婿と伝えられる。

## 生涯

### ハンの擁立者
1350年代の末期、ママイは後のクリミア・ハン国の支配領域となる地域を領有していた。ベルディ・ベク・ハンの在位中、ママイは国家の軍事・外交・裁判を司る万人隊長（ベイレルベイ）の地位に就いた。
1359年にベルディ・ベクがクルナによって暗殺された後、ママイはクルナと敵対する党派に加わった。ベルディ・ベクの死後に混乱期に入ったジョチ・ウルスでは、多くの王族がハーンの地位を争い、クルナは即位から6か月も経たずにナウルーズによって暗殺された。
ママイはチンギス・カンの血を直接引いていなかったが、ハンの擁立に強い影響力を有しており、ウズベク・ハンの末裔であるアブドゥッラーを初めとする多数の王族をハンに擁立した。ジョチ・ウルスはヴォルガ川を境に東西に分裂、ママイはヴォルガ以西のキプチャク草原、クリミア半島を支配し、東の白帳ハン国の指導者オロスと敵対した。ママイとアブドゥッラーは一時的に首都のサライを制圧し、ヒジュラ暦768年（1366年/67年）にアブドゥッラーの名前を刻んだ貨幣がサライで鋳造された。
ルーシ諸侯もママイの権威を認め、1371年にモスクワ公ドミートリーがウラジーミル大公位を得るためにママイの元に赴いた際、ドミートリーはハンよりも先にママイに向かって敬意を表した。

### クリコヴォの敗戦
ベルディ・ベク死後の長期の内乱によって、ジョチ・ウルスはルーシ諸侯に対して組織的に介入する力を失い、ルーシ側もヴォルガ川に沿ってモンゴルの軍隊をしばしば攻撃した。1373年ごろにモスクワ大公国はジョチ・ウルスへの貢納を停止し、ママイはリトアニア大公ヨガイラ、リャザン公オレーグと同盟してモスクワの圧迫を企てた。ママイは有力な同盟者であるトヴェリ大公ミハイルをウラジーミル大公に任じようとするが、ウラジーミル市民の抵抗とモスクワの攻撃によって失敗する。
1377年にモスクワはスーズダリの軍隊と共にジョチ・ウルスの臣従国であるヴォルガ・ブルガールを攻撃し、翌1378年にヴォジャ河畔の戦いでママイが派遣した将軍ベギチの率いる軍隊を破った。1380年にママイはモスクワ討伐の軍隊を動員、同年9月8日のクリコヴォの戦いでママイはモスクワ公ドミートリーが率いるルーシ諸侯の連合軍に敗れる。
敗戦後、モスクワは戦争の準備に多大な費用を支払ったために追撃に出ることができず、ママイはドミートリーを服従させるために再戦の兵力をかき集める。しかし、ハン国内部の敵対者であるトクタミシュにカルカ河畔の戦いで打ち破られ、本拠地のクリミアに退却した。ママイはジェノヴァ人が居住するカッファに逃れるが、彼の財産を狙ったジェノヴァ人によって殺害されたとされる。16世紀にヒヴァで書かれた史料には、ママイはトクタミシュによって捕殺されたとも記録されている。
ママイの死後、彼に従属していた遊牧民は次代のハンであるトクタミシュに帰順し、ジョチ・ウルスが再統一される道を切り開いた。イヴァン4世の母エレナ・グリンスカヤの生家グリンスキー家はママイの子孫を自称しており、事実であれば、イヴァン4世はクリコヴォの戦いの勝者と敗者双方の血を引いている。